# Лейк (округ, Орегон)
Шаблон:StateAbbr_ 42°47′ пн. ш. 120°23′ зх. д. / 42.79° пн. ш. 120.39° зх. д.
Округ Лейк (англ. Lake County) — округ (графство) у штаті Орегон, США. Ідентифікатор округу 41037.

## Історія
Округ утворений 1874 року.

## Демографія
За даними перепису
2000 року
загальне населення округу становило 7422 осіб, зокрема міського населення було 3189, а сільського — 4233.
Серед мешканців округу чоловіків було 3721, а жінок — 3701. В окрузі було 3084 домогосподарства, 2152 родин, які мешкали в 3999 будинках.
Середній розмір родини становив 2,84.
Віковий розподіл населення поданий у таблиці:
| Стать    | До 15 років | 15-21 | 22-29 | 30-39 | 40-49 | 50-65 | 65-85 | Понад 85 |
| -------- | ----------- | ----- | ----- | ----- | ----- | ----- | ----- | -------- |
| Чоловіки | 766         | 302   | 250   | 410   | 601   | 751   | 585   | 56       |
| Жінки    | 688         | 300   | 268   | 428   | 639   | 705   | 589   | 84       |

## Суміжні округи
- Дешутс — північ
- Гарні — схід
- Вошо, Невада — південь
- Модок, Каліфорнія — південь
- Клемет — захід

## Виноски
1. ↑  U.S. Decennial Census. United States Census Bureau. Архів оригіналу за 12 травня 2015. Процитовано 26 лютого 2015.
2. ↑  Historical Census Browser. University of Virginia Library. Архів оригіналу за 11 серпня 2012. Процитовано 26 лютого 2015.
3. ↑  Forstall, Richard L., ред. (27 березня 1995). Population of Counties by Decennial Census: 1900 to 1990. United States Census Bureau. Архів оригіналу за 19 лютого 2015. Процитовано 26 лютого 2015.
4. ↑  Census 2000 PHC-T-4. Ranking Tables for Counties: 1990 and 2000 (PDF). United States Census Bureau. 2 квітня 2001. Архів оригіналу (PDF) за 18 грудня 2014. Процитовано 26 лютого 2015.
5. ↑  State & County QuickFacts. United States Census Bureau. Архів оригіналу за 20 червня 2011. Процитовано 15 листопада 2013.(англ.) Наведено за англійською вікіпедією.
6. ↑  American FactFinder. Бюро перепису населення США. Архів оригіналу за 26 лютого 2012. Процитовано 31 січня 2008.

| США | Це незавершена стаття з географії США. Ви можете допомогти проєкту, виправивши або дописавши її. |